# Csendbiztos
A csendbiztos intézménye a XVIII. század első évében honosodott meg.
Az 1701. május 17-én kelt királyi rendelet meghagyta, hogy az alvidéken és a tiszántúli részeken – ahol a rablások már a postai közlekedést is veszélyeztették – a bűncselekmények megakadályozásáról a földesurak gondoskodjanak. Heves megye közgyűlése június 20-án elhatározta, hogy 15 katonát és 1 tisztet a következő hónapban felesket és szolgálatba állít. Ez volt az első lépés a csendbiztosi intézmény létrehozására.
Az évszázadnyi fejlődés során, a vármegyei rendfenntartók elnevezései között, a legáltalánosabb a pandúr lett.
A pandúrok irányítását, vezetését a csendbiztosok (persecutor comissárius) végezték, akiket sok vidéken komiszárosnak neveztek, a pandúrokat pedig perzekutornak.
1848 előtt, pandúr elvileg csak nemes ember lehetett. A csendbiztosokra vonatkozó, ez irányú követelmény megszüntetését szorgalmazta az a javaslat, melyet az Igazságügyi és Közjogi Bizottság terjesztett elő az 1825-1827. évi országgyűlésnek.

## Csendbiztosi szervezet
A vármegyei rendőrségi szervezetek főképpen a csendbiztosi intézmény körébe tartoztak, de jelen voltak a strázsamesteri, a hajdú és a csendőrségi intézmények is. A csendbiztosi, illetőleg a csendőri szervezetekben fellelhető a csaknem azonosságot jelentő hasonlóság, ami a kifejezések használatában is megjelent.
A csendbiztosi szervezetnek kettő fő formája mutatható ki, mégpedig a vármegyén belüli központi vagy központosított és a járási. A központosított szervezés egy vagy több, a vármegye egészében illetékes csendbiztost, a másik a járásokban – amelyek lehettek több csendbiztosságra felosztottak – szolgáló csendbiztosokat jelölte. Alárendeltségükben voltak a pandúrok, akik lehettek lovasok és gyalogosok. A megyei csendbiztosok, általában az alispán – néha főispán – főnöksége alatt dolgoztak. A járási csendbiztosok felettesei a főszolgabírók voltak.
Ugocsa vármegye minden járásában 1 csendbiztos szolgált, alárendeltségében 3-4 lovaslegénnyel.
Bihar vármegyében a sárréti járás 2 részre volt osztva a kiegyezés után. A derecskei – bárándi szolgabírói szakaszban Tyll József, a b.újfalvi – m. keresztesi szakaszban Osváth Pál volt a csendbiztos. Mindegyik alatt 10-10 pandúr szolgált úgy, hogy minden pandúrra kettő és egynegyed négyzetmérföldön 5000 ember jutott.
1872-ben Győr vármegye 24 négyzetmérföldes területén élő 103 637 lélek biztonságára, a központi főcsendbiztos Jankó Elek vezette pandúrság ügyelt.
A szervezetek, a feladatok, a jogok – kötelességek szolgálati utasításokban, szabályzatokban, szabályrendeletekben kerültek megfogalmazásra
Egyes megyékben főcsendbiztos, strázsamester, pandúrkáplár, pusztázó pandúr elnevezéssel is voltak állások.
Somogy vármegyében az őrmester helyébe csak 1877-ben javasolták a csendbiztosi intézmény bevezetését. A felvetést azzal utasították el, hogy vizsgálják meg esetleg két alcsendbiztos mellett egy főcsendbiztos alkalmazását. 1878 nyarán megválasztottak egy főcsendbiztost, de inkább a Boszniába irányuló szállítmányok szervezési feladatainak megoldására. Ennek sikeres végrehajtását követően, a főcsendbiztos nyomozási és adminisztrációs feladatokat látott el. Somogy vármegye egyetlen – első és utolsó – csendbiztosa Peér Mátyás főcsendbiztos volt, akit 1878. július 24-én választottak meg állásába, amit 1883. július 12-ig töltött be.
A pandúrok tevékenységükről naplót vezettek, azt a cirkált települések elöljáróival láttamoztatták, majd székhelyükre visszaérkezve jelentést tettek a csendbiztosoknak, akik a jelentések alapján rendszeresen beszámoltak a szolgabíróknak a bűncselekményekről és az üldözésekről. Utóbbiak, illetőleg a főszolgabírók pedig, a vármegyét tájékoztatták a közbátorság állapotáról.
A csendbiztosok, illetőleg vezetésükkel a pandúrok általános közbiztonság-védelmi feladatot láttak el, nyomoztak, vallattak, és részt vettek a büntetések végrehajtásában is. Működési területük határát kivételes esetekben léphették át. Ilyennek számított az üldözés, de már nem volt az, az egyszerű észlelése a gonosztevőknek. Így maradhattak fenn olyan történetek, melyek szerint egy-egy vármegye határra úgy építettek csárdát, hogy a határvonal a terem közepén húzódott. Egyik oldalon a pandúrok, másikon a betyárok mulatoztak, jól tudva, hogy a perzekutorok „szolgálatilag” nem léphetik át a vármegye határát.

## Strázsamesteri szervezet
A strázsamesteri vagy őrmesteri szervezet azon vármegyékben határozható meg, ahol a csendbiztosi intézményt nem, vagy csak formálisan, illetőleg erősen megkésetten vezették be. A pandúrcsapatok élén őrmester vagy káplár állt, központosított vagy járási szervezésben. Helyenként a káplár alatt a vicekáplár megnevezésű helyettes és a közpandúrok szolgáltak. Szolgabírói, alispáni, vármegyei felügyeletük, függőségük azonos volt a csendbiztosi szervezetben dolgozókéval.
Moson vármegye 1844-ben jóváhagyott szervezési szabályzata szerint, a közbiztonsági csapat állt 1 pandúrkáplárból és 11 közpandúrból. Állandó lakással csak a káplár bírt, a pandúrok kettesével folyamatosan portyáztak. Az 1860-ban ismét felállított testületben, a kápláron kívül 17 pandúr szolgált.
A strázsamesteri szervezet legtipikusabb példáját Somogy vármegye pandúrsága adja. Az 1766-os megalakuláskor, a pandúrok a főispán közvetlen alárendeltségében szolgáltak. 1795-ben az 50 fős csapat járási beosztásba került. A főszolgabírók alá rendelt járási egységek élén 1-1 káplár állt. 1798-ban ismét központosított lett a testület főispáni, majd alispáni irányítással. Ekkor három „főosztályba”, azon belül 10-10 fős „osztályokba” sorolták az állományt. A főosztályok élén strázsamesterek, az osztályok élén káplárok voltak. 1800-ban visszaállították a járási felosztást. Egy-egy egység élén a strázsamester, a 10-10 fős alegységek élén a káplár állt. Utóbbit, a közpandúri fizetést bíró vicekáplár helyettesíthette. E szervezet működött 1848-ig. 
Az 1795. november 25-i megyegyűlésen elfogadott első pandúr rendszabás, részletes útmutatást adott a testület számára.
A pandúrokat először 1847 februárjában nevezték rendőröknek. Ekkorra a strázsamester kifejezést is kezdte felváltani az őrmester, esetenként a rendőrőrmester. 1860-ban a strázsamester helyébe véglegesen az őrmester elnevezés lépett, a vicekáplár helyett pedig egyre gyakoribb lett az őrvezető.
Az 1866 decemberében megkezdett újjászervezés, változó összetételű járási egységeket állított. Ahol a parancsnok őrmester volt, a rangsorban 1 káplár, 1 őrvezető és a közpandúrok követték. Kisebb egység élén a káplár állt, beosztottai a közlegények voltak. 1867-ben megjelent a foglár elnevezés is, de nem csak a börtönőri szolgálatot teljesítő megyei pandúrok esetében, hanem a pandúr szóval azonos jelentésűként.

## Hajdúszervezet
Hajdúcsapatot – mint valamennyi vármegyei közbiztonsági feladatot ellátó testületet – Szepes vármegye állított fel 1713-ban. Az első állandó csapat 60 főből állt. Közülük 30 folyamatosan járta az erdőket, 20 fő a pestis elleni intézkedések miatt Richwaldon táborozott, 10 legény pedig a vármegyei tisztségviselők mellett teljesített szolgálatot.
1724-ben, Reviczky Mátyás hajdúhadnagy számára készült utasítás szerint:
- A hajdúk ne sokat henyéljenek faluhelyen, hanem járják az erdőket.
- Ha valamely megyebeli községbe érnek, a gazdák tartoznak nekik ételt és sört adni.
- A hadnagy mindenben az alaputasítást kérje ki.
- Mindig legyen meg a teljes létszám, de legalább 15 fő a tizedesen kívül.
- A hadnagy minél gyakrabban vizsgálja meg a lőfegyvereket.

1744-ben a hajdúk létszáma 100 volt.
1809-től 1848-ig a hajdú intézmény élén a hajdúk hadnagya állt, mellette 2 tizedes szolgált. A legénység 30 tagja nyomozott, járőrözött, felügyelt az útjavításnál foglalkoztatott rabokra. 20 ordonánc futárként, huszárként és börtönőrként Lőcsén szolgált. A 30 fő arányosan szét volt osztva a vármegye 4 járásában. A katonai fegyelem alatt álló hajdúkat a neoabszolutizmusban, a császári zsandárok helyettesítették, a kiegyezés után a pandúrok váltották fel.

## Csendőri szervezet
A csendőri szervezet létrehozásában, feladatkörében nem, vagy kevésbé tért el a vármegyei közbiztonsági szervek – különösen a csendbiztosi szervezet – jellemzőitől. Az elnevezés hangzik másként, minden bizonnyal a szigorúbb fellépést célul tűzve. A csendőr szó – hasonlóan a rendőrhöz – szintén nyelvújítás kori szóösszetétel.
E vármegyei csendőrségek rövid életűek voltak. A közbiztonság-védelmi tennivalókat meghatározó intézkedéseket, szabályzatokat, esetenként csendőrutasításnak nevezeték, akkor is, ha az a kifejezéseket tekintve, a csendbiztosokhoz illetőleg a pandúrokhoz szólt. Bihar vármegye 1861-ben adott ki csendőrutasítást, melyben csendbiztosokat és csendőröket is említett.